# Астрея (роман)
«Астрея» (фр. L’Astrée) — величезний за обсягом (в першому виданні — 5399 сторінок) французький пасторальний роман Оноре д'Юрфе, найбільша пам'ятка преціозної літератури XVII століття.
У центрі сюжету — любов пастушки, яка носить ім'я грецької богині Астреї, і пастуха Селадона. Роман рясніє безліччю вставних новел (близько 40) і персонажів (включаючи пастухів, монархів, воєначальників, лицарів, друїда Адамаса і прекрасних німф), а також поетичних включень і листів героїв.
Перша частина роману вийшла в 1607 році, друга — в 1610 році, третя — в 1618 році. Д'Юрфе почав працювати над романом у середині 1580-х років. Дві останні частини видав в 1627 — 1628 роках його секретар Бальтазар Баро (Balthazar Baro); п'ятий том був фактично написаний Баро, тому фінал роману суперечить його вихідній оповідній логіці. Задумом д'Юрфе більшою мірою відповідає фінал, запропонований в 1626 році Мареном Леруа де Гомбервілем.

## Значення

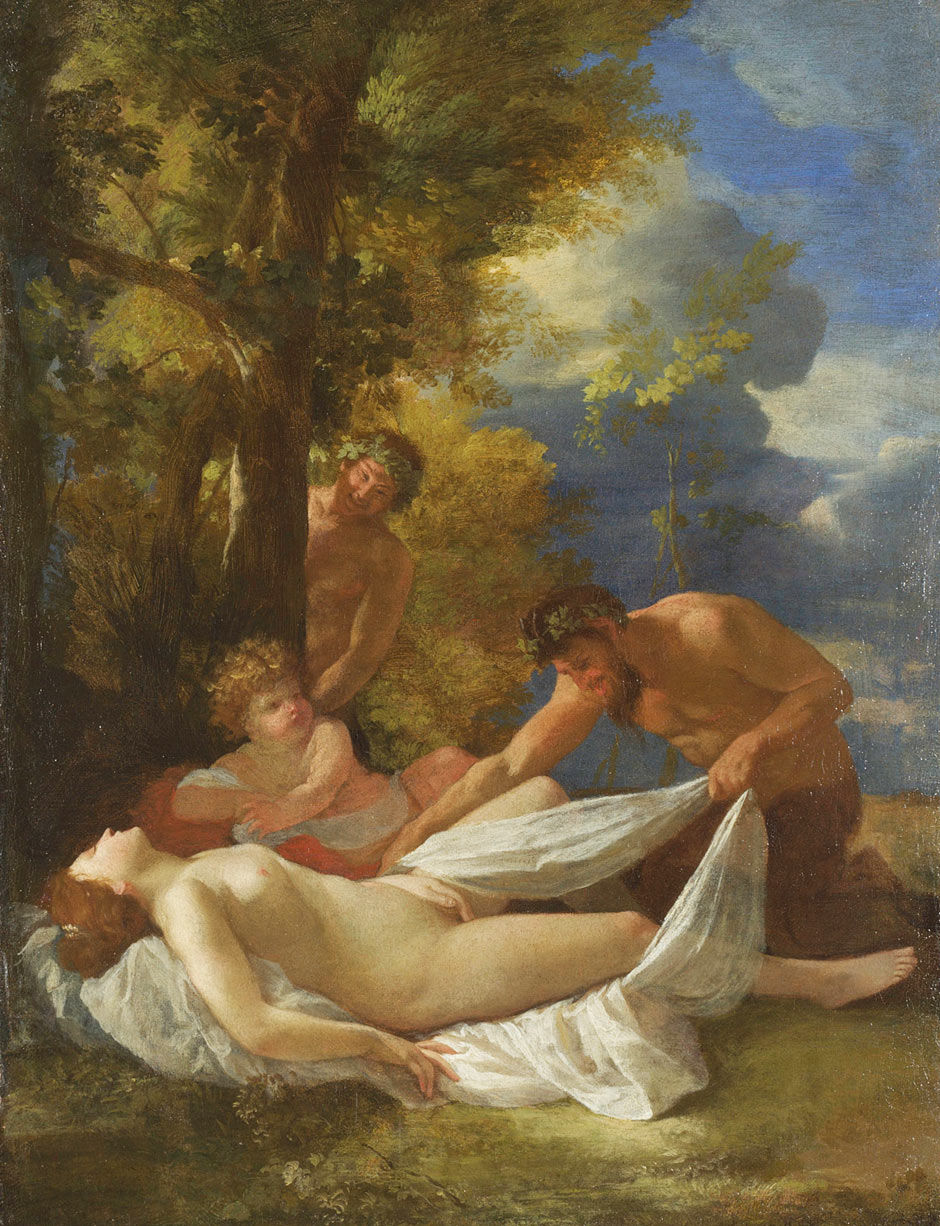
Н. Пуссен. Німфа і сатир. Образ Гіласа в «Астреї» розвиває риси, характерні для сатира

«Астрея», дія якої розгортається в історичній області Форе (територія нинішнього департаменту Луара), в Галлії V століття, являє собою значний етап у розвитку європейської пасторалі і разом з тим найважливішу віху на шляху формування прози бароко. Д'Юрфе наслідував роман іспанського письменника Хорхе де Монтемайор «Діана», «Аркадії» Якопо Саннадзаро і пасторальних драм Торквато Тассо і Баттіста Гваріні — «Амінта» і «Вірний пастух». Новаторство д'Юрфе — в поєднанні пасторальної умовності з історичним матеріалом, запозиченим ним з книг Етьєна Пакьє («Дослідження про Францію»), Кл. Фоше, В. Жирара дю Гаяна та інших істориків, і пов'язаним з боротьбою вестготів, бургундів, франків і римлян. У військових епізодах «Астреї» орієнтиром для д'Юрфе був надзвичайно популярний у Франції XVI — XVII століть «Амадис Гальський».
Найголовніше ж, д'Юрфе в своєму романі докладно проаналізував почуття любові в його різних проявах. У «Астреї» відбите характерне для неоплатонізму епохи Відродження уявлення про необхідність сходження від «любові земної» до «любові небесної» (Марсіліо Фічіно), проте в образі вітрогона Гіласа (часом сильно нагадує Дон Жуана) відображена інша — в дусі лібертінажа — трактування любовного почуття. Панівний в романі раціоналізм — позначився, між іншим, і в розподілі книги на 5 частин відповідно до поділу драми на 5 дій — дозволяє говорити про передбачені автором картезіанства.

## Барокова риторика
У деяких епізодах роману Оноре д'Юрфе віддає данину традиції екфрасіса. Ось, наприклад, опис однієї з картин, представлених погляду Селадона в палаці німф.

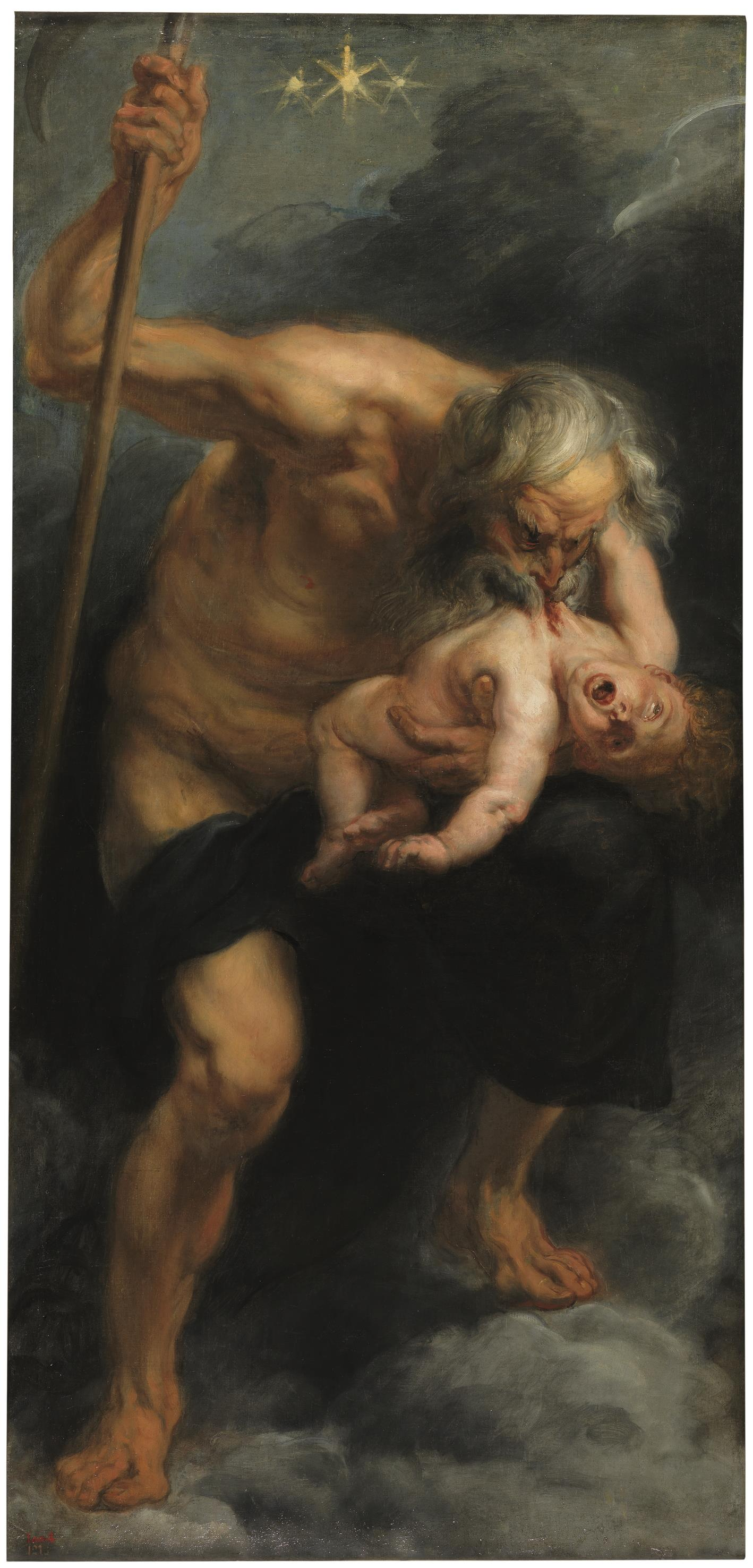
П. П. Рубенс. Сатурн, який пожирає своїх дітей. 1636

По один бік помітив він Сатурна, який сперся на клинок, довговолосого, зі зморшкуватим чолом, гнійними очима, горбатим носом і огидним кривавим ротом, набитим плоттю однієї з його дітей, яку тримав він наполовину з'їденою в лівій руці; крізь прогризену зубами рану в боці можна було бачити, як тремтять легені і тремтить серце. Видовище воістину повне жорстокості: дитина схилила голову на плечі, витягнула вперед руки і розвела ноги, залиті кров'ю, яка витікає з рани, нанесеної йому дідом, білосніжна борода якого в багатьох місцях була заплямована кров'ю, що ллється зі шматка, якого він намагався проковтнути. Його нервові і брудні руки і ноги, худі виснажені стегна були в багатьох місцях покриті волоссям. Під ногами у нього нагромадилися великі уламки кісток, з яких одні були вибілені часом, інші почали сохнути, треті ж, не очищені від напівз'їденої шкіри і плоті, як видно, тільки що були кинуті туди.
— (Пер. Н. Т. Пахсарьян)

## Успіх і вплив
Слідом за «Пригодами Флориди» Франсуа Бероальда де Вервіля, і ще і більшій мірі, «Астрея» може розглядатися як ранній зразок літературного бестселера.
Роман д'Юрфе, що заклав основу преціозної літератури, мав величезний успіх протягом майже всього XVII століття і витримав безліч видань, скорочень, переробок і наслідувань. Драматурги черпали в ньому сюжети для своїх творів; сцени з «Астреї» відтворювалися в гобеленах, порцеляні; знатні дами поставали на портретах у вигляді пастушок і т. д. Слава «Астреї» поширилася не тільки у Франції, але й по всій Європі. У 1624 році д'Юрфе отримав послання від 50 можновладних і знатних осіб Німеччини, в якому вони повідомляли йому, що ними заснована «Академія істинно закоханих», причому всі члени її присвоїли собі імена героїв «Астреї», і запрошували д'Юрфе приєднатися до ним під ім'ям Селадона. Ім'я «Селадон» зробилося незабаром позивним. «Астрея» стала школою галантності і нової куртуазності; відвідувачі готелю Рамбуйє були їй багатьом зобов'язані. Сильний вплив «Астреї» відчувається в драматургії П'єра Корнеля (особливо ранньої); роман високо цінували Мольєр, мадам де Севіньє, Ларошфуко, а згодом і Жан-Жак Руссо.

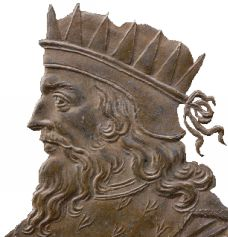
Легендарний король франків Меровей, один з персонажів «Астреї»

Роман поєднав в собі прикмети утопії (Форе як своєрідний притулок в охопленому війнами світі) і антиутопії (у Форе раз у раз проникає відлуння війни, а в кінцевому підсумку пастухи змушені взятися за зброю). Ця особливість «Астреї» могла привернути увагу читачів, стомлених релігійними війнами та боротьбою Ліги з королем. Крім того, в образах Селадона, Астреї, Гіласа, Сільвандра, Діани, Ейріха і багатьох інших героїв читач вгадував своїх сучасників, починаючи з самого автора і закінчуючи Генріхом IV.

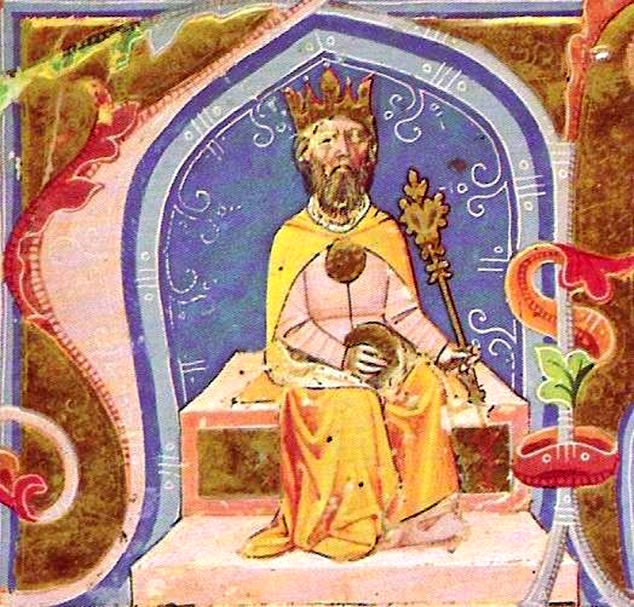
Вождь гунів Аттіла, один з персонажів «Астреї»

Член Французької Академії, літератор і адвокат Олів'є Патрю, на підставі власних припущень і здогадів, оприлюднив так званий «Ключ до Астреї». На думку Патрю, прототипом головної героїні роману стала Діана Шатоморан, сам автор немов роздвоюється між Селадоном і Сільвандром; прототип Дафніди — герцогиня Бофор, Торрісмунда — Генріх III і т. д.

## Видання і перевидання
Найголовніші видання «Астреї» — 1637 (Париж), 1647 (Руан). Скорочене видання «Астреї» здійснив абат Суше (1733); ще значно (до 210 сторінок) скоротив роман інший абат, Франсуа-Тимолеон Шуази : приписувана йому «Нова Астрея» («фр. La nouvelle Astrée) вийшла в світ анонімно в 1712 р. «Нова Астрея», що представляє собою адаптацію книги д'Юрфе до смаку рококо, була переведена на російську мову; переклад Василя Раєвського вийшов в 1789 році. В даний час стараннями науково-дослідницької групи на чолі з професором Дельфін Дені у Франції готується перше академічне видання «Астреї». Перший том вийшов в світ 2011 року.

## Критика

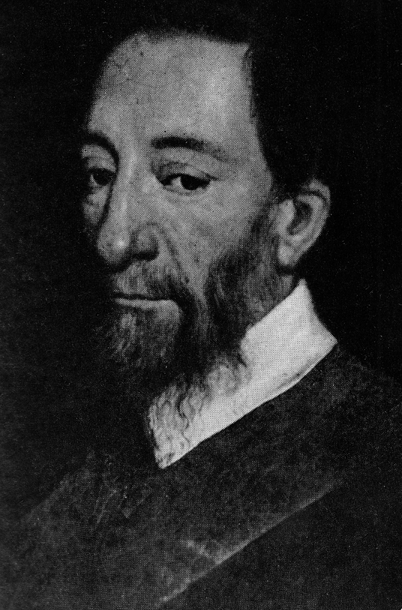
Жан П'єр Камю перебував у приятельських стосунках з Оноре д'Юрфе, що не заважало йому критикувати «Астрею»

У творі Шарля Сореля «Навіжений пастух» (фр. Le Berger extravagant, 1627–1628), названому автором антироманом, піддається осміянню повальне (на кшталт хвороби) захоплення французів пасторальними і сентиментальними романами, включаючи «Астрею». Головний герой, паризький буржуа, ігнорує різницю між літературною умовністю і життям. Однак вважати «навіженого пастуха» пародією на «Астрею» було б помилкою. Крім того, багато літераторів (наприклад, єпископ Жан П'єр Камю) засуджували «Астрею» за аморальність (в романі є «фривольні» епізоди, пов'язані з переодяганням Селадона в жіночу сукню) і часом робили її символом не просто даремного, а й вкрай згубного (особливо для молоді) читання.

## Екранізація
У 2007 р з'явилася вільна екранізація однієї з сюжетних ліній роману під назвою "Кохання Астреї і Селадона" (фр. Les Amours d'Astrée et de Céladon). Це останній фільм відомого режисера Еріка Ромера.

## Видання російською мовою
- Западноевропейская литература XVII века. Хрестоматия. — М.: «Высшая школа», 2002. — 686 с. — ISBN 5-06-004111-5. Д'Юрфе. Из романа «Астрея» — пер. Б. И. Ярхо, сс. 479—486

## Електронні джерела
- (рос.) Фрагменти роману «Астрея» в перекладі М. Т. Пахсарьян
- (фр.) дві версії першого тому «Астреї» (видання 1607 і 1621 років)
- (фр.) Електронна версія першого видання 1-3 томів «Астреї» [Архівовано 23 вересня 2010 у Wayback Machine.]